# Jiří Novotný
Jiří Novotný (ur. 7 kwietnia 1970 roku w Pradze) – czeski piłkarz występujący na pozycji obrońcy lub defensywnego pomocnika.

## Kariera klubowa
Jiří Novotný zawodową karierę rozpoczynał w sezonie 1986/1987 w Sparcie Praga. Rozegrał wówczas jednak tylko jedno ligowe spotkanie, podobnie jak podczas kolejnych rozgrywek. Na stałe do kadry pierwszego zespołu Novotný przebił się w sezonie 1988/1989, kiedy to wystąpił w szesnastu pojedynkach. Barwy "Železnej Sparty" czeski zawodnik reprezentował niemal przez siedemnaście sezonów, w trakcie których odnosił wiele sukcesów. Osiem razy sięgnął po tytuł mistrza kraju (jeden raz mistrzostwo Czechosłowacji, siedem razy mistrzostwo Czech) i sześć razy zdobył krajowy puchar. W barwach Sparty Novotný wystąpił łącznie w ponad 350 ligowych meczach i strzelił 31 bramek.
W 1999 roku przez krótki czas przebywał w Slovanie Liberec, jednak po zaliczeniu dziewięciu występów powrócił do Pragi. 10 lutego 2003 roku Novotný przeprowadził się do Rosji, gdzie podpisał kontrakt z Rubinem Kazań. Następnie grał kolejno w takich klubach jak SIAD Most, Chmel Blšany i MFK Rużomberk. W 2008 roku Czech przeniósł się do Dukli Praga.

## Kariera reprezentacyjna
W latach 1991–1994 Novotný rozegrał dwanaście spotkań dla reprezentacji Czechosłowacji. Po rozpadzie Czechosłowacji wychowanek Sparty Praga zaczął grać dla drużyny narodowej Czech. W 2000 roku Jozef Chovanec powołał go do 22–osobowej kadry na mistrzostwa Europy. Czesi zajęli trzecie miejsce w swojej grupie i odpadli z turnieju, a sam Novotný pełnił rolę rezerwowego i nie zagrał w żadnym ze spotkań. Łącznie dla reprezentacji Czech zanotował 21 występów i zdobył dwa gole.